# Batalha do Fort William Henry
A Batalha do Fort William Henry ou Cerco do Fort William Henry foi um cerco e captura do forte britânico William Henry, realizados em Agosto de 1757.
Alguns dos norte-americanos nativos, aliados de Louis Joseph de Montcalm, violaram os termos e mataram vários sobreviventes britânicos (mulheres, crianças e homens).

## Cerco
O Tenente-Coronel britânico George Monro, resistiu ao longo cerco e bombardeamento dos franceses.Embora obstinado e relutante, Monro finalmente cedeu o forte aos franceses após interceptar uma mensagem de Daniel Webb, o comandante do exército britânico na colônia de Nova Iorque, disse que seria impossível enviar reforços para aliviar a situação em Fort William. Assim, com pouca esperança de alívio, Monro concordou com os termos de Montcalm, que permitiam que os britânicos saíssem do forte com as suas armas e terem a possibilidade de retirada sem serem atacados. Após a retirada britânica, os americanos nativos aliados aos franceses atacaram e mataram a poucas centenas de soldados e civis somados em 3000. Historiadores dizem que é provável que Montcalm tentou impedir o ataque.
O General Webb na realidade, enviou reforços para Fort William Henry, mas eles chegaram tarde demais, Webb retornou a Inglaterra por causa de seu fracasso. A perda de Fort William Henry foi um golpe de estratégia que impedia qualquer tentativa de ataque a Montreal pelo resto do ano.

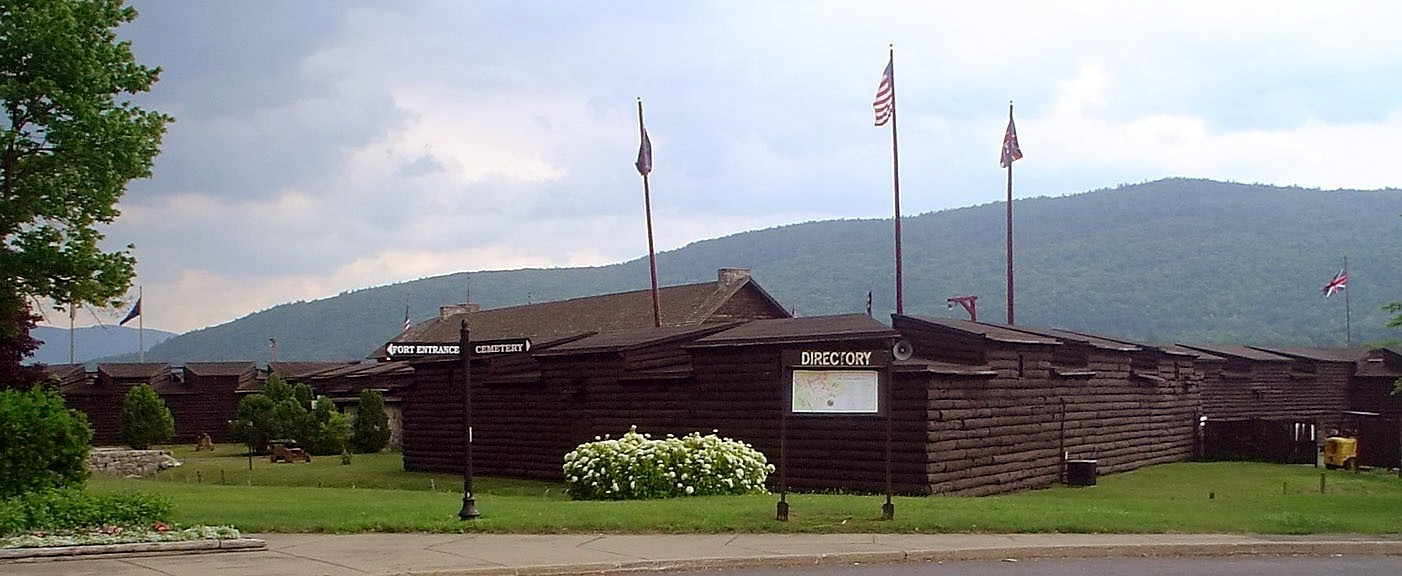
O forte atualmente.

## O Massacre
Montcalm tentou negociar uma rendição honrosa com as tropas britânicas. Para os nativos americanos, a única forma de renúncia honrosa, era morrer tranquilamente, sem uma luta, ou em cativeiro, ou cantar uma canção de morte para agrada-los.Na verdade, o conceito de renúncia foi considerado fora de questão para a maioria das tribos, porque muitos presos eram torturados até à morte, portanto, a mais digna rendição e menos dolorosa era morrer lutando contra o impossível. Os chefes das tribos nativas tinham uma vaga compreensão da paz militar europeia, mas não se comunicavam com êxito para os seus mais de 1000 homens que falavam vários idiomas. Sabendo da raiva e da confusão sobre os seus termos paz, Montcalm e seus homens foram em direção ao forte. Quando alguns nativos viram as tropas marchando para fora do forte, formaram um grito de guerra, alertando o resto dos nativos. E o resto dos nativos foram atrás de uma guerra a prêmio.
Muitos dos nativos levaram soldados para casa como escravos, ou para vender para os franceses como servos. Escalpes foram feitos sobre vários mortos por morrerem com bravura. Dos 2308 soldados, 2000 fugiram ou foram presos. Muitos deles foram devolvidos por meio de negociações com os franceses. Em alguns casos, o governo da Nova França libertou americanos e britânicos por compra-los a partir dos nativos.

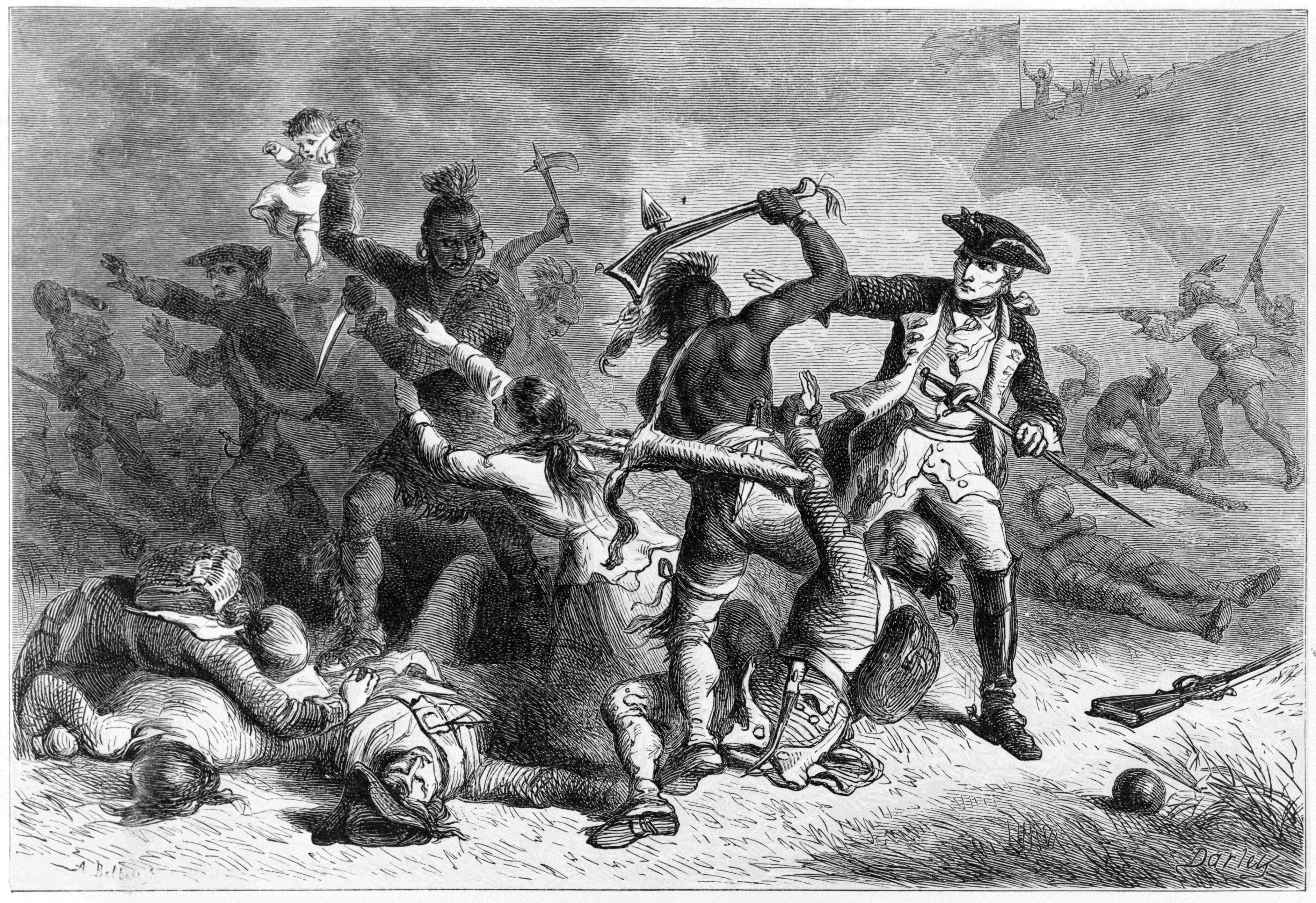
Louis-Joseph de Montcalm tentando parar o ataque dos nativos americanos.

## O Forte
Na década de 1950, o forte foi reconstruído como destino turístico para a Cidade do Lago George.
Os acontecimentos da batalha e do massacre foram representadas em 1826 no romance The Last of the Mohicans por James Fenimore Cooper que virou filme.